# DRX
DRX, anteriormente DragonX ou Kingzone DragonX, é uma organização sul-coreana de esportes eletrônicos com equipes competindo em League of Legends, Tekken 7, Valorant e Warcraft. Já competiu também em Honor of Kings e Clash Royale.
A divisão League of Legends da DRX compete no League of Legends Champions Korea (LCK). Ganhou dois títulos consecutivos da LCK (2017-2 e 2018-1) e a edição de 2022 do Campeonato Mundial de League of Legends.

## História
A divisão League of Legends da DRX foi inicialmente chamada de Incredible Miracle em 2012. Em janeiro de 2016, Incredible Miracle foi rebatizada como Longzhu Gaming, que assumiu o nome de seu patrocinador, LongZhu TV.
A Longzhu Gaming foi vendida para a Kingzone em janeiro de 2018 e foi rebatizada como Kingzone DragonX.
Em outubro de 2019, Kingzone DragonX foi renomeado como DragonX, sendo então abreviado como DRX.

## Títulos
| Torneio                                 | Edições        |
| --------------------------------------- | -------------- |
| League of Legends Champions Korea (LCK) | 2017-2, 2018-1 |
| Campeonato Mundial de League of Legends | 2022           |

## Resultados em torneios

### League of Legends
| Ano                   | Ano                 | League of Legends Champions Korea | League of Legends Champions Korea | League of Legends Champions Korea | League of Legends Champions Korea | League of Legends Champions Korea | Mid-Season Invitational | Campeonato Mundial  |
| Ano                   | Ano                 | P                                 | V                                 | D                                 | Pos.                              | Playoffs                          | Mid-Season Invitational | Campeonato Mundial  |
| Como Longzhu Gaming   | Como Longzhu Gaming | Como Longzhu Gaming               | Como Longzhu Gaming               | Como Longzhu Gaming               | Como Longzhu Gaming               | Como Longzhu Gaming               | Como Longzhu Gaming     | Como Longzhu Gaming |
| --------------------- | ------------------- | --------------------------------- | --------------------------------- | --------------------------------- | --------------------------------- | --------------------------------- | ----------------------- | ------------------- |
| 2016                  | Etapa de Primavera  | 18                                | 8                                 | 10                                | 7º                                | Não se classificou                | Não se classificou      | Não se classificou  |
| 2016                  | Etapa de Verão      | 18                                | 7                                 | 11                                | 8º                                | Não se classificou                | Não se classificou      | Não se classificou  |
| 2017                  | Etapa de Primavera  | 18                                | 8                                 | 10                                | 7º                                | Não se classificou                | Não se classificou      | Quartas de final    |
| 2017                  | Etapa de Verão      | 18                                | 14                                | 4                                 | 1º                                | Campeões                          | Não se classificou      | Quartas de final    |
| Como Kingzone DragonX |                     |                                   |                                   |                                   |                                   |                                   |                         |                     |
| 2018                  | Etapa de Primavera  | 18                                | 16                                | 2                                 | 1º                                | Campeões                          | Vice-campeões           | Não se classificou  |
| 2018                  | Etapa de Verão      | 18                                | 13                                | 5                                 | 3º                                | Round 2                           | Vice-campeões           | Não se classificou  |
| 2019                  | Etapa de Primavera  | 18                                | 13                                | 5                                 | 3º                                | Round 3                           | Não se classificou      | Não se classificou  |
| 2019                  | Etapa de Verão      | 18                                | 9                                 | 9                                 | 7º                                | Não se classificou                | Não se classificou      | Não se classificou  |
| Como DragonX / DRX    |                     |                                   |                                   |                                   |                                   |                                   |                         |                     |
| 2020                  | Etapa de Primavera  | 18                                | 14                                | 4                                 | 3º                                | Round 3                           | Não se classificou      | Quartas de final    |
| 2020                  | Etapa de Verão      | 18                                | 15                                | 3                                 | 2º                                | Vice-campeões                     | Não se classificou      | Quartas de final    |
| 2021                  | Etapa de Primavera  | 18                                | 9                                 | 9                                 | 5º                                | Quartas de final                  | Não se classificou      | Não se classificou  |
| 2021                  | Etapa de Verão      | 18                                | 2                                 | 16                                | 10º                               | Não se classificou                | Não se classificou      | Não se classificou  |
| 2022                  | Etapa de Primavera  | 18                                | 11                                | 7                                 | 4º                                | Quartas de final                  | Não se classificou      | Campeões            |
| 2022                  | Etapa de Verão      | 18                                | 9                                 | 9                                 | 6º                                | Quartas de final                  | Não se classificou      | Campeões            |
| 2023                  | Etapa de Primavera  | 18                                | 3                                 | 15                                | 9º                                | Não se classificou                | Não se classificou      | Não se classificou  |
| 2023                  | Etapa de Verão      | 18                                | 6                                 | 12                                | 6º                                | Round 1                           | Não se classificou      | Não se classificou  |
| 2024                  | Etapa de Primavera  | 18                                | 3                                 | 15                                | 9º                                | Não se classificou                | Não se classificou      |                     |
| 2024                  | Etapa de Verão      |                                   |                                   |                                   |                                   |                                   | Não se classificou      |                     |